# Терстон (остров)
Те́рстон (англ. Thurston Island) — покрытый льдом остров, расположенный в Антарктиде, около северо-западного побережья Земли Элсуэрта.

## География
Размеры острова составляют 215 x 90 км, это третий по размеру остров в Антарктиде после Земли Александра I и острова Беркнер. С берегом континента связан через шельфовый ледник Аббота.

## История
Остров был открыт с воздуха контр-адмиралом Ричардом Бэрдом 27 февраля 1940 года, который назвал его в честь В. Гарриса Терстона, нью-йоркского производителя тканей, дизайнера ветрозащитной одежды «Byrd Cloth» и спонсора антарктических экспедиций.
Остров был изначально нанесён на карту как полуостров, и только в 1960 году был обнаружен пролив, отделяющий его от континента.